# تنغلانه بان صفرنيازي (مقاطعة غيلانغرب)
تنغلانه‌بان صفرنيازي (بالفارسية: تنگ‌لانه‌بان صفرنیازی) هي قرية تقع في قسم ديره الريفي في إيران.